# Råksjön
Råksjön är en sjö i Heby kommun i Uppland och ingår i Tämnaråns huvudavrinningsområde. Sjön är 10,5 meter djup, har en yta på 1,15 kvadratkilometer och befinner sig 64 meter över havet. Sjön avvattnas av vattendraget Råksjöbäcken. Vid provfiske har abborre, gers och mört fångats i sjön.

## Delavrinningsområde
Råksjön ingår i det delavrinningsområde (665934-157171) som SMHI kallar för Utloppet av Råksjön. Medelhöjden är 79 meter över havet och ytan är 15,57 kvadratkilometer. Det finns inga avrinningsområden uppströms utan avrinningsområdet är högsta punkten. Råksjöbäcken som avvattnar avrinningsområdet har biflödesordning 2, vilket innebär att vattnet flödar genom totalt 2 vattendrag innan det når havet efter 87 kilometer. Avrinningsområdet består mestadels av skog (83 procent). Avrinningsområdet har 1,24 kvadratkilometer vattenytor vilket ger det en sjöprocent på 7,9 procent.